# Туяков, Амин Елемисович
Амин Елемисович Туяков (каз. Әмен Елемесұлы Тұяқов; род. 1938 или 12 февраля 1937, Мангистауская область) — советский легкоатлет (бег на короткие дистанции, эстафетный бег), чемпион и призёр чемпионатов СССР, шестикратный рекордсмен СССР, обладатель Кубка Европы, призёр чемпионата Европы, Заслуженный мастер спорта СССР (1965). Заслуженный тренер Казахской ССР.

## Биография
Родился в селе Шайыр Мангистауского района. В детстве жил в селе Шынгель, окончил десятиклассную среднюю школу в районном центре Мангышлак. Начал заниматься лёгкой атлетикой в 1954 году в группе Анжелики Михайловны Куликовой при Гурьевском педагогическом институте, выполнил норматив второго разряда по бегу. В 1956 году был включен в состав сборной Гурьевской области для участия в чемпионате Казахской ССР. После участия в чемпионате его сразу включили в сборную республики спринтером на дистанциях 100 и 200 метров. В 1959 году он выигрывает Спартакиаду Казахской ССР на дистанциях 100, 200 и 400 метров.
В 1960 году Амин выиграл первенство союзного спортивного общества «Буревестник» на 100 и 200-метровых дорожках в Одессе, установил рекорд Казахстана и выполнил норматив мастера спорта.
Окончив физико-математический факультет с отличием, в декабре 1960 года был призван в ряды Советской Армии. В феврале 1961 года выиграл союзный чемпионат спортивного общества «ЦСКА». После этого достижения главный тренер сборной СССР по легкой атлетике Гавриил Витальевич Коробков включил Амина в сборную СССР.
В 1960—1967 годах входил в состав сборной команды СССР. Выступал за клубы «Буревестник», ЦСКА (Москва) и Вооружённые Силы (Алма-Ата), на Спартакиадах народов СССР представлял Казахскую ССР. Тренер ЦСКА в Москве Борис Токарев.
Ездил на Олимпиаду в Токио в качестве запасного эстафетной команды 4×100 метров. По словам Туякова, тренер сборной по спринту Леонид Бартенев предпочёл включить в четвёрку своего племянника Бориса Савчука. Четыре года спустя на отборочном чемпионате СССР 1968 года из-за смерти близкого друга спринтер выступил неудачно и не вошёл в олимпийскую команду Мехико.
После окончания спортивной карьеры в 1969 году Амин Елемисович долгое время работал тренером в специальном интернате имени Кажимукана Мунайтпасова в Алма-Ате. В 1990 году стал главным тренером по легкой атлетике республики. В 2000 году его подопечная Ольга Шишигина стала олимпийской чемпионкой на дистанции 200 метров с барьерами.
В 1993—1999 годах возглавлял сборную команду Казахстана. В 1999 году в Китае ему заменили тазобедренные суставы на искусственные.

## Спортивные результаты
- Бег на 100 метров:
  - Лёгкая атлетика на Спартакиаде Казахской ССР 1959 года —  (10,8 с);
  - Командный чемпионат СССР по лёгкой атлетике 1960 года —  (10,6 с);
  - Чемпионат СССР по лёгкой атлетике 1961 года — 5-е место (10,7 с);
  - Чемпионат СССР по лёгкой атлетике 1962 года —  (10,6 с);
  - Мемориал братьев Знаменских 1963 года — 6-е место (10,6 с);
  - Лёгкая атлетика на Спартакиаде Москвы 1963 года —  (10,4 с);
  - Лёгкая атлетика на летней Спартакиаде народов СССР 1963 года —  (10,7 с);
  - Матч союзных республик Средней Азии и Казахстана 1964 года —  (10,4 с);
  - Чемпионат СССР по лёгкой атлетике 1964 года —  (10,3 с);
  - Чемпионат СССР по лёгкой атлетике 1965 года —  (10,3 с);
  - Матч союзных республик прибалтийской зоны и Казахстана 1967 года —  (10,8 с);
  - Лёгкая атлетика на летней Спартакиаде народов СССР 1967 года —  (10,6 с);
- Бег на 200 метров:
  - Лёгкая атлетика на Спартакиаде Казахской ССР 1959 года —  (22,0 с);
  - Мемориал братьев Знаменских 1962 года —  (20,9 с);
  - Чемпионат СССР по лёгкой атлетике 1962 года —  (21,1 с);
  - Лёгкая атлетика на Спартакиаде Москвы 1963 года —  (21,3 с);
  - Лёгкая атлетика на летней Спартакиаде народов СССР 1963 года —  (21,4 с);
  - Матч СССР — США по лёгкой атлетике 1963 года — 4-е место (21,7 с);
  - Матч союзных республик Средней Азии и Казахстана 1964 года —  (21,4 с);
  - Чемпионат СССР по лёгкой атлетике 1965 года —  (20,6 с);
  - Матч СССР — США по лёгкой атлетике 1965 года —  (20,9 с);
  - Чемпионат СССР по лёгкой атлетике 1966 года —  (20,9 с);
  - Матч союзных республик прибалтийской зоны и Казахстана 1967 года —  (21,4 с);
  - Матч СССР — Франция по лёгкой атлетике 1967 года —  (21,9 с);
  - Матч СССР — Польша по лёгкой атлетике 1967 года —  (21,4 с);
  - Лёгкая атлетика на летней Спартакиаде народов СССР 1967 года —  (21,5 с);
- Бег на 400 метров:
  - Лёгкая атлетика на Спартакиаде Казахской ССР 1959 года —  (49,6 с);
- Эстафета 4×100 метров:
  - Чемпионат СССР по лёгкой атлетике 1962 года —  (41,0 с);
  - Лёгкая атлетика на летней Спартакиаде народов СССР 1963 года —  (40,4 с);
  - Матч СССР — США по лёгкой атлетике 1963 года —  (40,2 с);
  - Чемпионат СССР по лёгкой атлетике 1964 года —  (40,3 с);
  - Кубок Европы по лёгкой атлетике 1965 года —  (39,4 с);
  - Матч СССР — США по лёгкой атлетике 1965 года —  (39,3 с);
  - Матч СССР — Франция по лёгкой атлетике 1965 года —  (39,2 с);
  - Чемпионат Европы по лёгкой атлетике 1966 года —  (39,8 с);
  - Матч Великобритания — СССР по лёгкой атлетике 1966 года —  (39,7 с);
  - Матч СССР — Польша по лёгкой атлетике 1967 года —  (39,8 с);
  - Матч СССР — Франция по лёгкой атлетике 1967 года —  (39,8 с);

## Награды
- 1965 — Заслуженный мастер спорта СССР;
- 1965 — Заслуженный тренер Казахской ССР;
- 1965 — Медаль «20 лет Победы в Великой Отечественной войне 1941-1945 гг.»;
- 1967 — Медаль «50 лет Вооружённых Сил СССР»;
- 1968 (24 июля) — Орден «Знак Почёта»;
- 1970 — Медаль «В ознаменование 100-летия со дня рождения Владимира Ильича Ленина»;
- 1997 (10 декабря) — почётное звание «Қазақстанның еңбек сіңірген қайраткері» (Заслуженный деятель Казахстана) награда вручена из рук первого президента РК;
- 2007 (7 декабря) — Орден «Курмет»;[10][11].
- Благодарственное письмо Президента Республики Казахстан с вручением нагрудного знака «Алтын Барыс»;
- Почётная Грамота Верховного Совета Казахской ССР;
- Почётный гражданин Мангистауской области;
- 2021 (2 декабря) — Орден «Барыс» ІІ степени;[12]
- Решением Атырауского областного маслихата от 24 ноября 2022 года за значительный вклад в социально-экономическое развитие региона Амину Туякову было присвоено звание «Почётный гражданин Атырауской области»[13].